# Li Rui (Politiker)

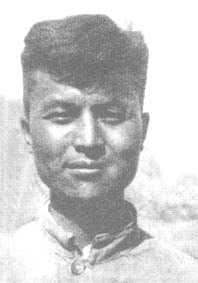
Li Rui (1944)

Li Rui (chinesisch 李锐, Pinyin Lǐ Ruì; * 13. April 1917 in Pingjiang, Hunan, Republik China; † 16. Februar 2019 in Peking) war ein chinesischer Politiker. Er war Büroleiter unter Mao Zedong und später dessen Kritiker.

## Biografie
Li entstammte einer wohlhabenden Familie aus der südchinesischen Provinz Hunan. Sein Vater war Mitglied der revolutionären Tongmenghui, die mit zum Sturz der Qing-Dynastie im Jahr 1911 beitrug. Später nahm Li Rui ein Maschinenbau-Studium an der Wuhan-Universität auf.
Li Rui schloss sich als Student im Jahr 1937, am Beginn des Japanisch-Chinesischen Krieges der Kommunistischen Partei Chinas (KPCh) an. Nach dem Sieg der Kommunisten im Chinesischen Bürgerkrieg und der Gründung der Volksrepublik China im Jahr 1949 stieg er weiter in der Hierarchie der KPCh auf und wurde im Jahr 1958 der jüngste Vizeminister Chinas und von Mao Zedong als dessen persönlicher Sekretär ausgewählt. Es kam im Folgejahr jedoch zum Zerwürfnis zwischen Li und Mao. Li kritisierte offen Maos Politik des Großen Sprungs nach vorn, die die rasche Industrialisierung Chinas bewerkstelligen sollte Li wurde daraufhin längere Zeit im Sondergefängnis Qincheng, das eigens für Parteidissidenten eingerichtet worden war, zusammen mit anderen Mao-Kritikern, wie General Peng Dehuai inhaftiert. Insgesamt war er acht Jahre inhaftiert. In einem späteren Interview mit dem britischen Guardian sagte Li zur Person Maos, den er als Person „überhaupt nicht gemocht“ habe, dass dieser „zu autokratisch“ gewesen sei. Er habe abweichende Meinungen nicht ertragen können und habe immer Recht behalten wollen. Zudem sei sein Denken und Regieren „erschreckend“ gewesen. Er habe menschlichem Leben absolut keinen Wert beigemessen und der Tod anderer Menschen sei für ihn völlig bedeutungslos gewesen.
Nach dem Tod Maos und der Machtübernahme Deng Xiaopings wurde Li rehabilitiert und schloss sich erneut der KPCh an. In den folgenden Jahrzehnten entwickelte er sich zu einem Befürworter weitgehender Reformen im Sinne einer offeneren und pluralistischeren Gesellschaftsform. Die blutige Niederschlagung der Studentenproteste auf dem Tian’anmen-Platz 1989 verurteilte er. Die Studenten seien mit ihren Forderungen nach mehr Demokratie und weniger Korruption im Recht gewesen. Li blieb dabei aber weiterhin Mitglied der Kommunistischen Partei und sah sich selbst nicht als Dissident. Aufgrund der Tatsache, dass er zu den ältesten noch lebenden „Kommunisten der ersten Stunde“ gehörte, deren ideologische Überzeugung außer Frage stand, blieb er auch weitgehend von Repressalien verschont, wie sie andere Dissidenten zu erdulden hatten. Im Gegenteil genoss er die Privilegien eines altgedienten höheren Parteifunktionärs (große Wohnung, gute medizinische Versorgung etc.). Seine kritischen Interviews und seine fünf Bücher über Mao Zedong konnten allerdings nur außerhalb Chinas erscheinen. Wiederholt forderte er in Interviews, dass sich China seiner dunklen Vergangenheit stellen und die Zeit der Mao-Herrschaft aufarbeiten müsse. Die Mao-Diktatur sei nicht nur das Problem einer einzelnen Person gewesen, sondern ein „durch das Partei-System verursachtes Systemproblem“. Die Bücher Li Ruis waren wertvolle Sekundärquellen für westliche Politikhistoriker zur Geschichte der Volksrepublik China. Li schrieb unter anderem ein Buch über die Konferenz von Lushan, in dem er der offiziellen Parteigeschichtsschreibung widersprach, die die Auffassung verbreitete, dass Mao nicht an der Hungerkatastrophe des „Großen Sprungs“ schuld gewesen sei.
Über den chinesischen Parteiführer und Präsidenten Xi Jinping äußerte er sich mehrfach kritisch.
Im Oktober 2010 erregte er international Aufmerksamkeit, als er gemeinsam mit Hu Jiwei, Zong Peizhang, Jiang Ping und 500 weiteren Personen einen Offenen Brief für mehr Demokratie und weniger Zensur unterschrieb.
Ein Video vom 15. April 2018 zeigt eine letzte Aufnahme von einem Interview mit einem Reporter von VOA mit dem (nach chinesischer Zählweise) bereits 102 Jahre alten Li Rui. Li war ein guter Freund von Xi Jinpings Vater Xi Zhongxun. Auf Xi Jinping selbst scheint er wenig Hoffnungen zu haben. "Ich hätte nicht gedacht, dass er nur so geringe Schulbildung hat", konstatiert er. Auf die Frage, ob er Xi noch einen guten Rat geben möchte, winkt er ab: "Das liegt nicht mehr in meinen Möglichkeiten. Und Xi würde auch keinen Rat annehmen."

## Veröffentlichungen
- 李銳談毛澤東,  Lǐ Ruì tán Máozédōng – „Li Rui spricht über Mao Zedong“, 2005, ISBN 9889828227[7]
- 庐山会议实录,  Lúshān huìyì shílù – „Lushan-Konferenzprotokoll“, Chunqiu-Verlag, Changsha: Hunan Jiaoyu-Verlag, 1989. 377 S.[8]